# Sièges d'Arles (566-570)
Pour les articles homonymes, voir Siège d'Arles.
Arles a été assiégée plusieurs fois lors des conflits entre les rois Gontran et Sigebert en Provence.

## Contexte

Le couloir Austrasien en Provence instauré en 561 ou 567.

Depuis le partage du Royaume entre les fils de Clotaire en 561, la Province d'Arles est dans son ensemble rattachée au royaume de Gontran, c'est-à-dire à la Bourgogne, selon une solidarité naturelle. Mais en raison de l'importance de la fenêtre méditerranéenne, les rois d'Austrasie ont obtenu un corridor appelé Corridor austrasien qui partant de leur territoire auvergnat passe par Avignon et aboutit à Marseille. Ce corridor enclave la cité d'Arles et ses territoires.  
En revanche pour certains, en particulier pour Auguste Fabre, la Provence initialement attribuée à Caribert n'aurait été partagée qu'après le décès de ce dernier le 5 mars 567,, entre le roi Austrasien Sigebert et Gontran et le Corridor austrasien daterait donc de cette époque. 
Quoi qu'il en soit, et en dépit de l'affirmation de Ruinart, c'est probablement à la suite de cette succession de 567, que le roi austrasien Sigebert, mécontent du partage des domaines de son frère Caribert, soit provençaux soit globaux, décide d'annexer, en rétorsion, les territoires arlésiens. 
Les évènements militaires dans la région d'Arles ne se seraient donc pas déroulés avant 567-568. Ils pourraient même être plus tardifs et dater de 569  si, comme certains ; on considère que Sigebert aurait profité des embarras de son frère Gontran avec les Lombards qui menaçaient la Provence à partir des cols alpins, pour mettre la main sur l'ancienne préfecture des Gaules.

## Événements
La source de la majeure partie de ces évènements provient de Grégoire de Tours et de son Histoire des Francs.

### 568 ou 570:1ersiègeet prise de la ville
En 568 ou plus probablement en 569 ou même 570, comme l'indique Augustin Fabre, le roi Sigebert, désirant s’emparer de la ville d’Arles, ordonne aux habitants de l’Auvergne de se mettre en marche. Une première armée se met en marche sous la conduite du comte de cette contrée, Firmin dit aussi Firminus. Une autre armée conduite par Audovaire, appelé aussi Audevar, la rejoint et toutes les deux entrent dans la ville d’Arles et obligent les habitants à prêter serment au roi Sigebert.

### 570:2esiègeet prise de la ville
L’historien Louis Mery précise que le roi Gontran est saisi d’un violent accès de colère quand il apprend que les hommes de Sigebert s’agenouillent dans la basilique  d’Arles et font graver des monnaies à l’empreinte de son frère. Il envoie le patrice Celse, dit aussi Celsus, à la tête d’une armée. Ce dernier, après avoir assiégé et réduit Avignon pour éviter d'être pris à revers, marche ensuite sur Arles, la bloque et commence à attaquer l’armée du roi Sigebert qui y est retranchée. 
Dans la ville, se trouve alors à la tête du diocèse arlésien, l'archevêque Sapaudus, probablement d'origine bourguignonne. Proche des troupes qui assiègent la cité, Sapaudus propose un deal à l'armée austrasienne assiégée. Le prélat leur dit :
Sortez des murs et livrez le combat ; car, enfermés dans ces murs, vous ne pourriez vous défendre non plus que le territoire de cette ville. Si, par la grâce de Dieu, vous êtes vainqueurs, nous vous garderons la foi que nous vous avons promise ; si au contraire ce sont eux lui l’emportent, voici que vous trouverez les portes ouvertes, entrez-y alors pour ne pas périr.
Trompés par cet artifice, ils sortent des murs et livrent bataille. Nous n'avons que peu de détails topographiques sur cette bataille, mais compte tenu de la situation d'Arles à cette époque, retranchée sur la seule rive gauche du Rhône (Trinquetaille n'est ni habitée, ni défendue), des marais à l'est et des troupes burgondes venues d'Avignon par le nord, les combats se sont probablement déroulés sur la plaine du Trébon, sur la rive gauche du Rhône, au nord de la cité, entre Arles et Tarascon. Les Austrasiens sortent donc, mais lorsque vaincus par l’armée de Celse, et commençant à fuir, ils veulent se réfugier dans la ville, ils en trouvent les portes fermées. L’armée ennemie les poursuivant à coups de traits, et les gens de la ville les accablant de pierres, ils se dirigent vers le Rhône, et essayent de gagner l’autre rive. Emportés par la violence du fleuve, un grand nombre s'y noient.
Étrangement, Grégoire de Tours n'évoque pas le pont romain dit Pont de Constantin, situé au nord de la cité aux pieds des remparts, par lequel les troupes austrasiennes vaincues auraient pu se réfugier sur la rive droite de fleuve. Les arlésiens en auraient-ils interdit l'accès ? Le pont avait-il été détruit à cette époque alors que des témoignages le signalent encore opérationnel au VIIIe siècle ?  Rien ne permet de trancher.

## Conséquences
De nombreux Auvergnats périssent ainsi, non seulement emportés par le Rhône, mais aussi par le fer. Un petit nombre réussit toutefois, en nageant et à l’aide des boucliers, à gagner l’autre bord. Dépouillés de tout ce qu’ils possédaient et privés de leurs chevaux, ils regagnent difficilement leur pays. Celce permet toutefois  à Firmin et à Audovaire de s’en retourner librement.  De cette manière, Gontran rentre en possession de la ville d'Arles, et avec sa bonté accoutumée, selon Grégoire de Tours, rend Avignon à son frère mettant ainsi fin à cette guerre.

## Controverse sur les dates?
De nombreux historiens semblent s'accorder comme indiqué sur le fait que ces événements se sont déroulés après le partage des domaines de Caribert, c'est-à-dire vers 568-570. Toutefois, la datation de ces évènements reste sujette à une possible controverse ; il se pourrait en particulier que les dates soient un peu plus anciennes, entre le partage de 561 et celui de 567. 
Outre Dom Ruinart, déjà évoqué, qui mentionne l'année 566, Grégoire de Tours indique juste après cette guerre entre les deux frères la catastrophe du fort de l’Écluse, dite aussi éboulement de Tauredunum, que Marius d'Avenches situe en 563. Un autre auteur, Antoine Étienne Mille, retient aussi cette date, précisant que Sigebert attaque les États de Gontran en 563.
De même, si Paul-Albert Février mentionne l'année 570 comme date de reprise de la ville d'Arles par la patrice Celsus, il écrit sur la même page : 
Un peu plus tard, ce fut la patrice Amatus qui reçut mission en 569 de repousser une invasion lombarde menaçant la Provence à partir des cols alpins, laissant entendre que la reprise d'Arles aurait eu lieu avant 569.